# Guti (calciatore)
José Maria Gutiérrez Hernández, meglio noto come Guti (Madrid, 1º novembre 1976), è un allenatore di calcio ed ex calciatore spagnolo, di ruolo centrocampista.

## Caratteristiche tecniche
Playmaker mancino, nonostante la posizione più naturale di Guti fosse la seconda punta, in tutta la sua carriera ha quasi sempre ricoperto quella di centrocampista, passando dal ruolo di trequartista a quello di regista davanti alla difesa. Dotato di grande tecnica e abile nel fornire assist ai compagni, faceva della visione di gioco e della qualità nel fornire i passaggi le sue doti principali.

## Carriera

### Giocatore

#### Real Madrid
Entrato nella cantera del Real Madrid a 9 anni, si è fatto conoscere nel 1994 anche grazie alla sua particolare capacità realizzativa. Il 21 dicembre 1995 ha debuttato con la prima squadra del Real nella partita contro il Siviglia, accumulando fino al termine della stagione 9 presenze ed una rete.
Nel 1997 ha vinto altri due titoli con il proprio club, Primera División e Supercoppa di Spagna, giocando 17 volte e realizzando una marcatura, a cui sono seguiti UEFA Champions League e Coppa intercontinentale dell'anno successivo.
Nel 2000 è stato tra gli uomini decisivi per la conquista da parte dei madrileni della UEFA Champions League, segnando, in tutta la stagione, 6 gol in 28 presenze complessive. La successiva è stata la sua stagione migliore dal punto di vista realizzativo: autore di 14 gol in 31 presenze, ha contribuito alla conquista del ventisettesimo titolo nazionale del Real Madrid.
Nel 2002, con l'arrivo di Ronaldo, viene arretrato a centrocampo ed il suo apporto realizzativo diminuisce drasticamente, con solo 4 gol in 29 presenze. Nella stagione successiva le 32 presenze in campionato sono state accompagnate da 4 reti. Ha vinto un'altra UEFA Champions League, una Supercoppa europea e la seconda Coppa Intercontinentale. Nel 2003 mise in bacheca Liga e Supercoppa di Spagna.
Nella stagione 2005-2006 in 43 presenze ha realizzato 6 reti (4 in campionato e 2 in UEFA Champions League).
Con l'elezione di Ramón Calderón come presidente del club il suo futuro allo Stadio Santiago Bernabéu diventa incerto. Il neo-presidente promette durante la campagna elettorale l'acquisto del campione del Milan Kaká. Alcune voci di calciomercato lo danno per partente verso l'altra sponda di Madrid, all'Atlético, anche se alla fine la situazione rimane invariata.
Nel 2006 il nuovo tecnico Fabio Capello, convinto delle sue qualità di regista di centrocampo, dichiara l'intenzione di schierare Guti come centrocampista titolare della squadra. Durante la stagione 2006-2007 il contributo del giocatore in quel ruolo è considerevole ed il suo apporto nel numero di assist forniti migliora. Nell'aprile 2008, con la squadra nettamente prima in campionato, rinnova il contratto fino al 30 giugno 2011.

#### Beşiktaş

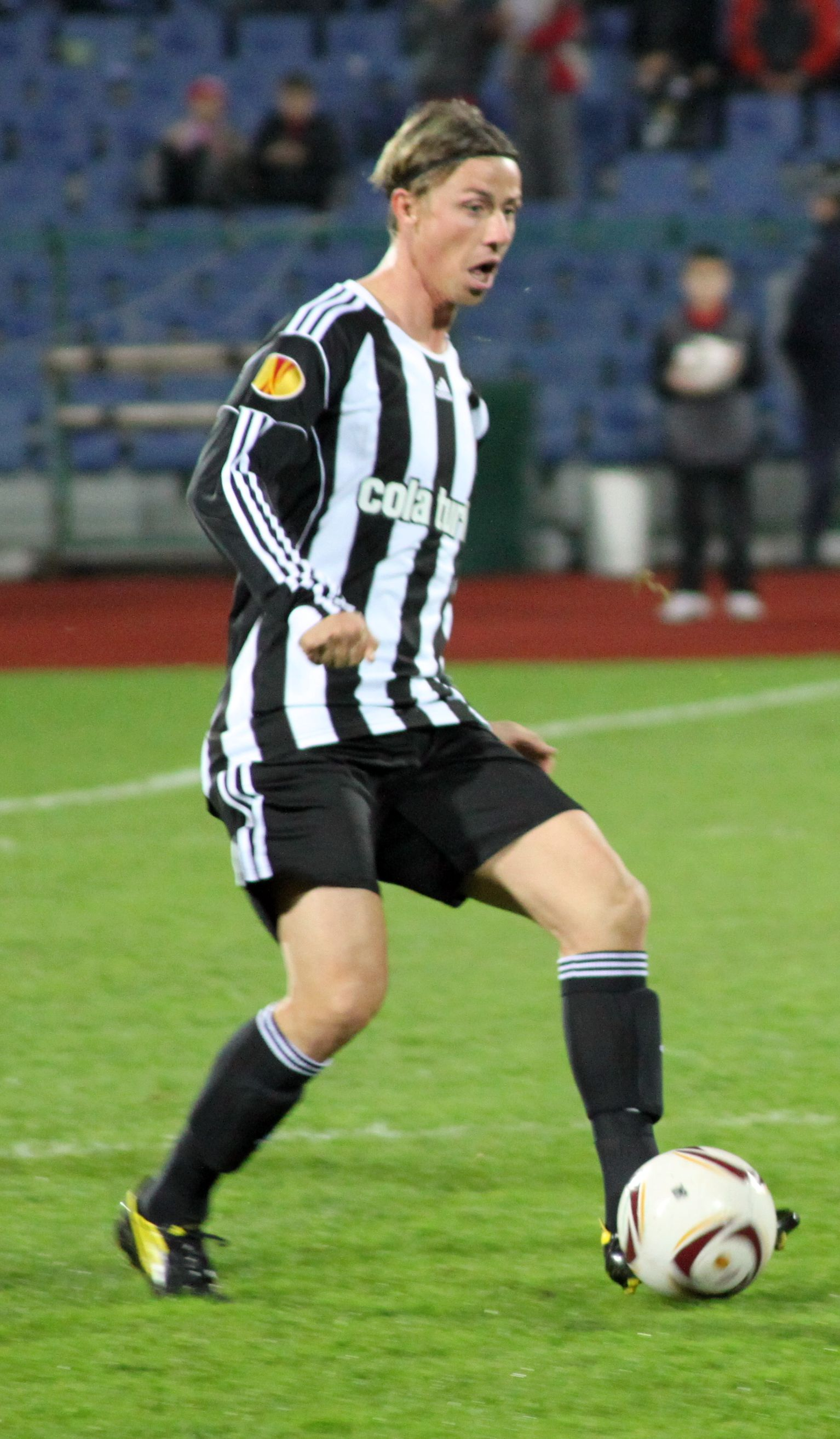
Guti con la maglia del nel 2010.

Il 25 luglio 2010, in una conferenza stampa, annuncia il suo addio al club merengue dopo 24 anni passati tra giovanili e prima squadra. Il giorno seguente viene ufficializzato il suo ingaggio da parte della squadra turca del Beşiktaş fino a giugno 2012.. Il 14 novembre 2011 rescinde consensualmente il contratto che lo legava al club turco.
Il 22 settembre dopo l’ipotesi Cina e non esser riuscito a trovare un accordo col West Ham e il River Plate, lascia il calcio giocato.

#### Nazionale
Nel 1995 è stato convocato nella Nazionale spagnola Under-18 per partecipare all'Europeo di categoria, vincendolo.
Nonostante il debutto nella Nazionale maggiore in giovane età, avvenuto il 5 maggio 1999 contro la Croazia, Guti non venne mai convocato per la fase finale di un Europeo o di un Mondiale, accumulando in carriera un totale di sole 13 presenze con la maglia della nazionale e tre reti.

### Dopo il ritiro
Dopo aver terminato la carriera da calciatore, ha intrapreso quella di allenatore. Il 4 gennaio 2016 passa alla guida della selezione Juvenil B. Dal 2017 guida la formazione Under-19 del Real Madrid. Nell'estate 2018 ritorna al Beşiktaş entrando a far parte dello staff tecnico di Şenol Güneş. Dal 2019 al 2020 è stato l'allenatore dell'Almeria, squadra che milita nella Segunda Division spagnola.
Dal 2022 fa parte della squadra di opinionisti di DAZN in Spagna.

## Statistiche

### Presenze e reti nei club
Statistiche aggiornate al 15 ottobre 2011.
| Stagione           | Squadra            | Campionato         | Campionato | Campionato | Coppe nazionali | Coppe nazionali | Coppe nazionali | Coppe continentali | Coppe continentali | Coppe continentali | Altre coppe | Altre coppe | Altre coppe | Totale | Totale |
| Stagione           | Squadra            | Comp               | Pres       | Reti       | Comp            | Pres            | Reti            | Comp               | Pres               | Reti               | Comp        | Pres        | Reti        | Pres   | Reti   |
| ------------------ | ------------------ | ------------------ | ---------- | ---------- | --------------- | --------------- | --------------- | ------------------ | ------------------ | ------------------ | ----------- | ----------- | ----------- | ------ | ------ |
| 1994-1995          | Real Madrid C      | SDB                | 12         | 3          | -               | -               | -               | -                  | -                  | -                  | -           | -           | -           | 12     | 3      |
| 1995-1996          | Real Madrid B      | SD                 | 26         | 11         | -               | -               | -               | -                  | -                  | -                  | -           | -           | -           | 26     | 11     |
| 1995-1996          | Real Madrid        | PD                 | 9          | 1          | CR              | 0               | 0               | UCL                | 0                  | 0                  | SS          | 0           | 0           | 9      | 1      |
| 1996-1997          | Real Madrid        | PD                 | 14         | 0          | CR              | 3               | 0               | -                  | -                  | -                  | -           | -           | -           | 17     | 0      |
| 1997-1998          | Real Madrid        | PD                 | 17         | 1          | CR              | 1               | 0               | UCL                | 2                  | 0                  | SS          | 2           | 0           | 22     | 1      |
| 1998-1999          | Real Madrid        | PD                 | 28         | 1          | CR              | 4               | 2               | UCL                | 4                  | 0                  | SU+CInt     | 0           | 0           | 36     | 3      |
| 1999-2000          | Real Madrid        | PD                 | 28         | 6          | CR              | 4               | 1               | UCL                | 10                 | 1                  | Cmc         | 3           | 0           | 45     | 8      |
| 2000-2001          | Real Madrid        | PD                 | 32         | 14         | CR              | 0               | 0               | UCL                | 12                 | 4                  | SU+CInt     | 1+1         | 0           | 46     | 18     |
| 2001-2002          | Real Madrid        | PD                 | 29         | 4          | CR              | 7               | 6               | UCL                | 9                  | 3                  | SS          | 1           | 0           | 46     | 13     |
| 2002-2003          | Real Madrid        | PD                 | 34         | 4          | CR              | 3               | 2               | UCL                | 15                 | 5                  | SU+CInt     | 1+1         | 1+1         | 54     | 13     |
| 2003-2004          | Real Madrid        | PD                 | 26         | 2          | CR              | 8               | 1               | UCL                | 9                  | 0                  | SS          | 2           | 0           | 45     | 3      |
| 2004-2005          | Real Madrid        | PD                 | 31         | 0          | CR              | 0               | 0               | UCL                | 8                  | 0                  | -           | -           | -           | 39     | 0      |
| 2005-2006          | Real Madrid        | PD                 | 33         | 4          | CR              | 4               | 0               | UCL                | 7                  | 2                  | -           | -           | -           | 44     | 6      |
| 2006-2007          | Real Madrid        | PD                 | 30         | 1          | CR              | 0               | 0               | UCL                | 7                  | 0                  | -           | -           | -           | 37     | 1      |
| 2007-2008          | Real Madrid        | PD                 | 32         | 3          | CR              | 4               | 1               | UCL                | 7                  | 0                  | SS          | 2           | 0           | 45     | 4      |
| 2008-2009          | Real Madrid        | PD                 | 18         | 3          | CR              | 1               | 0               | UCL                | 6                  | 0                  | SS          | 2           | 0           | 27     | 3      |
| 2009-2010          | Real Madrid        | PD                 | 26         | 2          | CR              | 1               | 0               | UCL                | 3                  | 1                  | -           | -           | -           | 30     | 3      |
| Totale Real Madrid | Totale Real Madrid | Totale Real Madrid | 387        | 46         |                 | 40              | 13              |                    | 99                 | 16                 |             | 16          | 2           | 542    | 77     |
| 2010-2011          | Beşiktaş           | SL                 | 22         | 7          | TK              | 6               | 3               | UEL                | 9                  | 1                  | -           | -           | -           | 37     | 11     |
| 2011-2012          | Beşiktaş           | SL                 | 1          | 0          | TK              | 0               | 0               | UEL                | 2                  | 1                  | -           | -           | -           | 3      | 1      |
| Totale Beşiktaş    | Totale Beşiktaş    | Totale Beşiktaş    | 23         | 7          |                 | 6               | 3               |                    | 11                 | 2                  |             | -           | -           | 40     | 12     |
| Totale carriera    | Totale carriera    | Totale carriera    | 448        | 67         |                 | 46              | 16              |                    | 110                | 18                 |             | 16          | 2           | 620    | 103    |

### Cronologia presenze e reti in nazionale
| Cronologia completa delle presenze e delle reti in nazionale ― Spagna | Cronologia completa delle presenze e delle reti in nazionale ― Spagna | Cronologia completa delle presenze e delle reti in nazionale ― Spagna | Cronologia completa delle presenze e delle reti in nazionale ― Spagna | Cronologia completa delle presenze e delle reti in nazionale ― Spagna | Cronologia completa delle presenze e delle reti in nazionale ― Spagna | Cronologia completa delle presenze e delle reti in nazionale ― Spagna | Cronologia completa delle presenze e delle reti in nazionale ― Spagna |
| Data                                                                  | Città                                                                 | In casa                                                               | Risultato                                                             | Ospiti                                                                | Competizione                                                          | Reti                                                                  | Note                                                                  |
| --------------------------------------------------------------------- | --------------------------------------------------------------------- | --------------------------------------------------------------------- | --------------------------------------------------------------------- | --------------------------------------------------------------------- | --------------------------------------------------------------------- | --------------------------------------------------------------------- | --------------------------------------------------------------------- |
| 5-5-1999                                                              | Siviglia                                                              | Spagna                                                                | 3 – 1                                                                 | Croazia                                                               | Amichevole                                                            | -                                                                     | 46’                                                                   |
| 16-8-2000                                                             | Hannover                                                              | Germania                                                              | 4 – 1                                                                 | Spagna                                                                | Amichevole                                                            | -                                                                     | 46’                                                                   |
| 15-11-2000                                                            | Siviglia                                                              | Spagna                                                                | 1 – 2                                                                 | Paesi Bassi                                                           | Amichevole                                                            | -                                                                     | 46’                                                                   |
| 12-10-2002                                                            | Albacete                                                              | Spagna                                                                | 3 – 0                                                                 | Irlanda del Nord                                                      | Qual. Euro 2004                                                       | 1                                                                     | 83’                                                                   |
| 16-10-2002                                                            | Logroño                                                               | Spagna                                                                | 0 – 0                                                                 | Paraguay                                                              | Amichevole                                                            | -                                                                     | 46’                                                                   |
| 20-11-2002                                                            | Granada                                                               | Spagna                                                                | 1 – 0                                                                 | Bulgaria                                                              | Amichevole                                                            | -                                                                     | 62’                                                                   |
| 12-2-2003                                                             | Palma di Maiorca                                                      | Spagna                                                                | 3 – 1                                                                 | Germania                                                              | Amichevole                                                            | 1                                                                     | 74’                                                                   |
| 29-3-2003                                                             | Kiev                                                                  | Ucraina                                                               | 2 – 2                                                                 | Spagna                                                                | Qual. Euro 2004                                                       | -                                                                     | 66’                                                                   |
| 30-4-2003                                                             | Madrid                                                                | Spagna                                                                | 4 – 0                                                                 | Ecuador                                                               | Amichevole                                                            | -                                                                     | 71’                                                                   |
| 19-11-2003                                                            | Oslo                                                                  | Norvegia                                                              | 0 – 3                                                                 | Spagna                                                                | Qual. Euro 2004                                                       | -                                                                     | 74’                                                                   |
| 31-3-2004                                                             | Gijón                                                                 | Spagna                                                                | 2 – 0                                                                 | Danimarca                                                             | Amichevole                                                            | -                                                                     | 46’                                                                   |
| 17-11-2004                                                            | Madrid                                                                | Spagna                                                                | 1 – 0                                                                 | Inghilterra                                                           | Amichevole                                                            | -                                                                     | 46’                                                                   |
| 9-2-2005                                                              | Almería                                                               | Spagna                                                                | 5 – 0                                                                 | San Marino                                                            | Qual. Mondiali 2006                                                   | 1                                                                     | 46’                                                                   |
| Totale                                                                |                                                                       | Presenze                                                              | 13                                                                    |                                                                       | Reti                                                                  | 3                                                                     |                                                                       |

## Palmarès

### Club

#### Competizioni nazionali
- Campionato spagnolo: 5

Real Madrid: 1996-1997, 2000-2001, 2002-2003, 2006-2007, 2007-2008
- Supercoppa di Spagna: 4

Real Madrid: 1997, 2001, 2003, 2008
- Coppa di Turchia: 1

Beşiktaş: 2010-2011

#### Competizioni internazionali
- UEFA Champions League: 3

Real Madrid: 1997-1998, 1999-2000, 2001-2002
- Coppa Intercontinentale: 2

Real Madrid: 1998, 2002
- Supercoppa UEFA: 1

Real Madrid: 2002

### Nazionale
- Campionato d'Europa Under-18: 1

1995
- Campionato d'Europa Under-21: 1

1998